# Cancricepon
Genre
Synonymes
Merocepon Richardson, 1910
Cancricepon est un genre de crustacés isopodes de la famille des Bopyridae.

## Liste des espèces
Cancricepon anagibbosus - 
Cancricepon choprae - 
Cancricepon elegans - 
Cancricepon garthi - 
Cancricepon knudseni - 
Cancricepon multituberosum - 
Cancricepon pilula - 
Cancricepon xanthi